# Konrad von Preysing Lichtenegg-Moos
Konrad Graf von Preysing Lichtenegg-Moos, nemški rimskokatoliški duhovnik, škof in kardinal, * 30. avgust 1880, Moosburg, † 21. december 1950.

## Življenjepis
29. julija 1912 je prejel duhovniško posvečenje.
9. septembra 1932 je postal škof Eichstätta; 28. oktobra istega leta je prejel škofovsko posvečenje.
5. julija 1935 je bil imenovan za škofa Berlina; 31. avgusta je bil ustoličen.
Med 15. oktobrom 1935 in 14. marcem 1937 je bil apostolski administrator Meißna.
18. februarja 1946 je bil povzdignjen v kardinala in imenovan za kardinal-duhovnika S. Agata de' Goti.